# Кіровоградська єпархія Українського екзархату
Кіровоградська єпархія Українського екзархату Російської православної церкви була створена в січні 1947 року патріархом Московським Алексієм (Симанським). Ієрархічно єпархія була спадкоємицею Єлизаветградського вікаріату Російської православної церкви, Української автономної православної церкви та Українського екзархату (1880-1918, 1918-1921, 1921 — бл. 1930), останнім ієрархом якого був Кирил (Квашенко), а також Кіровоградського вікаріату Українського екзархату, що існував у 1946-1947. 27 жовтня 1990 року за архієпископа Василія (Васильцева) зі здобуттям Українським екзархатом статусу самоврядної церкви з правами широкої автономії єпархія увійшла до реорганізованої Української православної церкви (Московського патріархату).

## Історія
Перша єпископська кафедра в Кропивницькому була заснована 1880 року — це був Єлизаветградський вікаріат Російської православної церкви, який очолив єпископ Неофіт (Неводчиков). Вікаріат проіснував до кінця 1920-х років, побувавши в складі Української автономної православної церкви (1918-1921) та Українського екзархату (з 1921).

### Єлизаветградський вікаріат
У 1921 році указом патріарха Тихона (Беллавіна) автономна Українська православна церква була реорганізована в екзархат. На 1920-ті роки припали гоніння на Церкву, і в цей час Кіровоградська область уславилася подвигом віри багатьох мучеників та сповідників. Першим мученицьку смерть від безбожників прийняв єпископ Єлизаветградський (пізніше Херсонський) Прокопій (Титов). За поданням Комісії по канонізації святих при Священному синоді Української православної церкви він був прилічений до лику святих. Також були канонізовані священномученики Антоній (Панкеєв), Онуфрій (Гагалюк) і Порфирій (Гулевич), які теж були єпископами в Єлизаветграді, та багато інших сповідників православної віри, що постраждали в роки тоталітаризму.
Під час Другої світової війни Успенський собор був сильно пошкоджений. Після війни храми частіше руйнували, ніж відновлювали, тож на місці собору був побудований будинок сучасного міськвиконкому. Знесли також храм Петра і Павла, храм Вознесіння Господнього та храм на честь ікони Знамення Пресвятої Богородиці. За часів комуністичного режиму місто утратило не тільки архітектурні споруди та найкращу частину городян, а й свою назву на честь християнської святої. У 1924 році місто назвали Зінов'євськ, у 1934 році — Кіров, а в 1939 році — Кіровоград. Православні безуспішно намагалися добитися повернення історичної назви. Останнім вікарним єпископом Кіровоградським цього періоду був священномученик Онуфрій (Гагалюк).

### Зинов'євський вікаріат
У 1930 році було ненадовго відновлено вікарну кафедру в Кіровограді, цього разу як вікаріат Одеської єпархії і з титулом за тоді новою назвою міста — Зінов'євськ.
З 18 вересня 1930 до 11 вересня 1931 єпископом Зинов'євським, вікарієм Одеської єпархії був священномученик Порфирій (Гулевич).

### Кіровоградський вікаріат

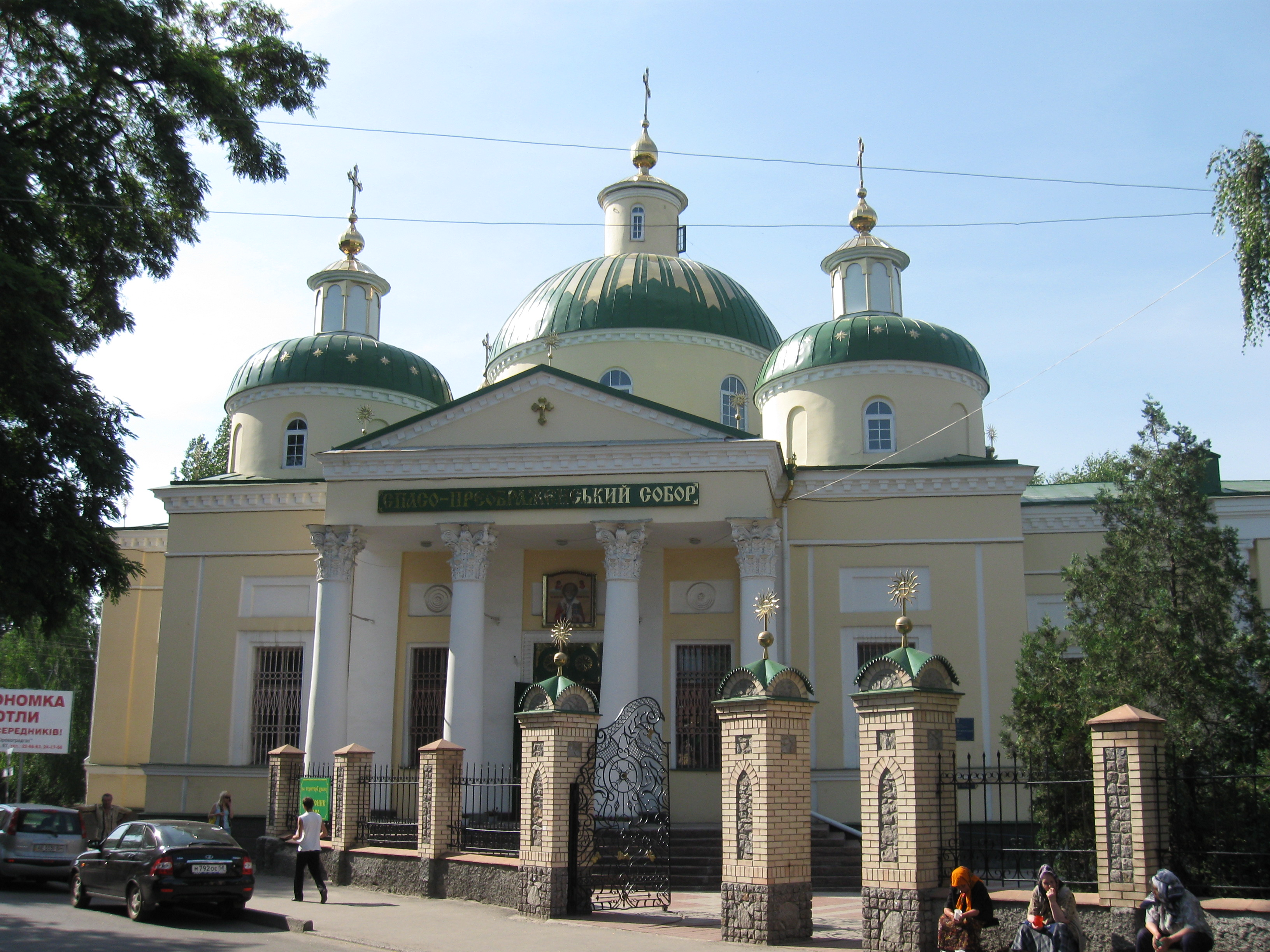
Спасо-Преображенський собор у Кропивницькому, сучасний вигляд.

Під час Другої світової війни ставлення радянської влади до Церкви дещо змінилося. В умовах можливої поразки, влада вирішила використати Церкву для підтримки патріотичних настроїв. Припинилися гоніння, Церкві почали повертати храми, монастирі, стали відкриватися семінарії.
Указом Президії Верховної Ради СРСР від 10 січня 1939 року була створена Кіровоградська область. Звісно, про одночасно становлення адміністративного церковного устрою на той час говорити було зарано. Церква, в тому числі і на молодій Кіровоградщині, переживала нелегкі часи. Відсутність централізованого регіонального органу управління, фінансова скрута, деструктивні взаємовідносини з владою, все це практично унеможливлювало організацію церковного життя. Кожна парафія була залишена сама собі й існувала, як могла. Багато приходів без належного керування та підтримки просто закривалися. Невизначеність та невпевненість у майбутньому були реаліями тогочасного церковного життя. Але незважаючи на все це, вже наприкінці війни ситуація починає поступово змінюватися.
У «Журналі Московської Патріархії» за 1944 рік записано: «На кафедру єпископа Кіровоградського, вікарія Одеської єпархії Патріаршим Місцеблюстителем і Священним Синодом призначений ієромонах Сергій (Ларін)». Першу Божественну літургію в місті Кіровоград єпископ Сергій (Ларін) здійснив у Різдва Пресвятої Богородиці кафедральному соборі 21 вересня 1944 року, а напередодні — всенічну службу у Спасо-Преображенському соборі. За Божественною літургією єпископ Сергій здійснив першу хіротонію в Кіровоградській єпархії, у диякона був висвячений Всеволод Михайлович Затовський (у священики він рукопокладений 24 вересня 1944 року). Отець Всеволод спочив у Господі 4 вересня 1999 року, похований на території Спасо-Преображенського собору міста Кропивницького.
У 1944 році за єпископа Сергія (Ларіна) було відроджено Одеський Успенський чоловічий монастир, духовний зв'язок з яким утвердився в дореволюційні часи. За ініціативою єпископа Сергія в 1945 році в місті Одесі біли відкриті дворічні пастирсько-богословські курси, які в 1946 році були реорганізовані в Одеську духовну семінарію, перший випуск якої відбувся 1947 року. Серед випускників були і священнослужителі Кіровоградської єпархії брати Всеволод та Леонід Затовські (отець Леонід спочив у Господі 26 лютого 1990 року), які закінчили екстерном курс семінарії за 2 роки.

### Одеська і Кіровоградська єпархія
У травні 1946 року Указом Святішого Патріарха Алексія (Симанського) і Священного синоду Російської православної церкви Преосвященний Сергій (Ларін), єпископ Кіровоградський, тимчасово керуючий Одеською єпархією, був призначений єпископом Одеським і Кіровоградським. Одеська єпархія й до цього включала Кіровоградську область, однак титул правлячого архієрея раніше був «Одеський і Херсонський».
Таким чином, на Кіровоградщині з'являється офіційно оформлений орган церковного управління — єпархія. Звісно, необхідно було крок за кроком не тільки відновлювати, а створювати знову всю систему адміністрування, господарювання, діловодства, фінансування, кадрового забезпечення у новоствореній церковній області. Відповідно дуже гостро стояло питання про співпрацю з місцевими органами влади. У 1946 році при апараті обласного виконкому Кіровоградської області були створені нові структурні підрозділи — уповноважений РНК СРСР у справах Російської православної церкви, та уповноважений Ради у справах релігійних культів при Раді Міністрів СРСР по Кіровоградській області. Загострювалося питання ще й віддаленістю єпархіального центру (канцелярія правлячого архієрея розміщувалася в місті Одеса). Архівні матеріали досить яскраво відображають листування між уповноваженим та управляючим єпархії. Таке «паперове» спілкування містить дуже цікаві та маловідомі факти церковного життя.
Єпископ Сергій (Ларін) керував єпархією до 30 жовтня 1947 року, після чого Одеська єпархія була знову об'єднана з Херсонською (розділені в 1944).

### Кіровоградська і Чигиринська єпархія
У січні 1947 року в межах однієї Кіровоградської області було вперше утворено Кіровоградську єпархію. Її першим єпископом був призначений Указом Святішого Патріарха Алексія (Симанського) і Священного синоду Російської православної церкви Преосвященний Михаїл (Мельник), якому було присвоєно титул єпископа Кіровоградського і Чигиринського. На цій посаді єпископ Михаїл перебував один рік. Однак в офіційних списках ієрархії першим єпископом значиться Михаїл (Рубинський), а Михаїл (Мельник), що перейшов у Православну церкву з Греко-католицької в 1946 році, очолював лише Дрогобицьку єпархію. Можливо, мала місце плутанина двох єпископів з однаковим іменем (адже прізвище в архієреїв зазвичай не вказується).
До складу Кіровоградської області досить тривалий час належали території, які нині знаходяться у складі сусідніх областей. Відповідно і в церковно-адміністративному плані такі території належали Кіровоградській єпархії. Наприклад, Чигиринський район нинішньої Черкаської області в 1940-х відносився до Кіровоградській області. Відповідно, чигиринський Свято-Троїцький жіночий монастир тоді підпорядковувався Кіровоградським єпископам і мав юрисдикційну приналежність до Кіровоградської єпархії.
Колись найбільший жіночий монастир в Україні в післявоєнні роки опинився за межею існування. З архівних документів (а це реєстраційна справа релігійної громади монастиря та листування з уповноваженим у справах релігії) відомо, що майже всі будівлі обителі були передані в користування економічного технікуму. Тогочасна ігуменія Агнія з сестрами постійно писала прохання щодо виділення чи повернення хоча б частини будівель під храм та чернечі келії. Декілька будівель повернули, але цього було недостатньо. Дирекція технікуму не тільки чинила всілякі перешкоди життю черниць, а й усіма можливими методами сприяла його закриттю. Зберігся цікавий архівний документ, — лист тодішнього уповноваженого у справах релігії по Кіровоградській області С. В. Романова, в якому останній звертався до чигиринського секретаря районної ради з приводу скарг настоятельниці монастиря на дії директора економічного технікуму. Зокрема, у своєму зверненні уповноважений зазначає: «Якщо і надалі будуть мати місце протиправні дії щодо чернецтва та господарських споруд монастиря, керуючись відповідними законодавчими актами, буду змушений звертатися до обласної прокуратури». Тобто навіть у той час серед посадовців були люди, якщо й не віруючі, то такі, що керувалися принципами законності та правопорядку. Саме завдяки лояльному відношенню влада повернула монастирю декілька будівель та храм.

### Кіровоградська і Миколаївська єпархія

#### 1948—1951
У січні 1948 року була утворена Кіровоградська єпархія в нових територіально-адміністративних межах. До її складу увійшла Миколаївська область, а правлячі єпископи мали титул «Кіровоградський і Миколаївський». Першим єпископом Кіровоградським і Миколаївським став Преосвященний Феодосій (Ковернинський), переведений на Кіровоградську кафедру з Чернівецької єпархії.
Про діяльність Преосвященного Феодосія є дані в «Журналі Московської Патріархії» за 1948 рік, де повідомляється, що єпископ Феодосій був організатором та ініціативним керівником патріотичної діяльності Чернівецько-Буковинської єпархії, за що одержав медаль «За доблесну працю в дні Великої Вітчизняної війни». У період управління Кіровоградською єпархією єпископом Феодосієм, влітку 1948 року в місті Кіровоград були організовані пастирсько-богословські курси у два потоки: перший — у липні, другий — у вересні. Курсами завідував протоієрей Сергій Подольський, згодом — єпископ Кіровоградський і Миколаївський. Богословські предмети на курсах викладали протоієреї Петро Тарановський, Авксентій Гончар, Микита Ольшанський, Леонід Затовський. Слухачами курсів були священнослужителі Кіровоградської області. Єпископ Феодосій (Ковернинський) керував єпархією плідно та успішно.
Указом Святішого Патріарха та Священного синоду від 21 жовтня 1949 року на кафедру Кіровоградську і Миколаївську був призначений Преосвященний Євстратій (Подільський), хіротонія якого відбулася у місті Києві 20 листопада. Хіротонію здійснили Святіший Патріарх Московський і всієї Русі Алексій (Симанський), екзарх України Митрополит Київський і Галицький Іоанн (Соколов), єпископ Херсонський і Одеський Никон (Петін) та єпископ Уманський Іларіон (Кочергін). За деякими даними в цей період єпархія була знову перетворена на вікаріат Одеської єпархії. Діяльність владики Євстратія залишила глибокий слід у житті Кіровоградської єпархії. Єпископ Євстратій був родом з Кіровоградщини і всю свою пастирську діяльність провів в парафіях Кіровоградської єпархії. Він добре знав життя духовенства, вникав у турботи парафій і надавав їм суттєву допомогу у церковному житті.

#### 1951—1958
21 грудня 1951 року єпископ Сумський Іларіон (Прохоров) і єпископ Кіровоградський Євстратій (Подільський) були переміщені один на місце іншого. Діяльність єпископа Іларіона в Кіровоградській єпархії не була тривалою.
16 листопада 1953 року Святішим Патріархом і Священним синодом єпископом Кіровоградським і Миколаївським був призначений намісник Почаївської Лаври архімандрит Інокентій (Леоферов), хіротонія якого у єпископський сан була здійснена в місті Київ. Служіння єпископа Інокентія тривало успішно протягом п'яти років. Владика відвідував парафії, знайомився з життям і діяльністю духовенства, завжди давав поради і настанови священикам, рукопокладав нових священиків і дияконів. Указом Святішого Патріарха Московського і всієї Русі Алексія і Священного синоду від 28 серпня 1958 року Преосвященний єпископ Кіровоградський Інокентій був призначений на Алма-Атинську кафедру.

#### 1958—1965

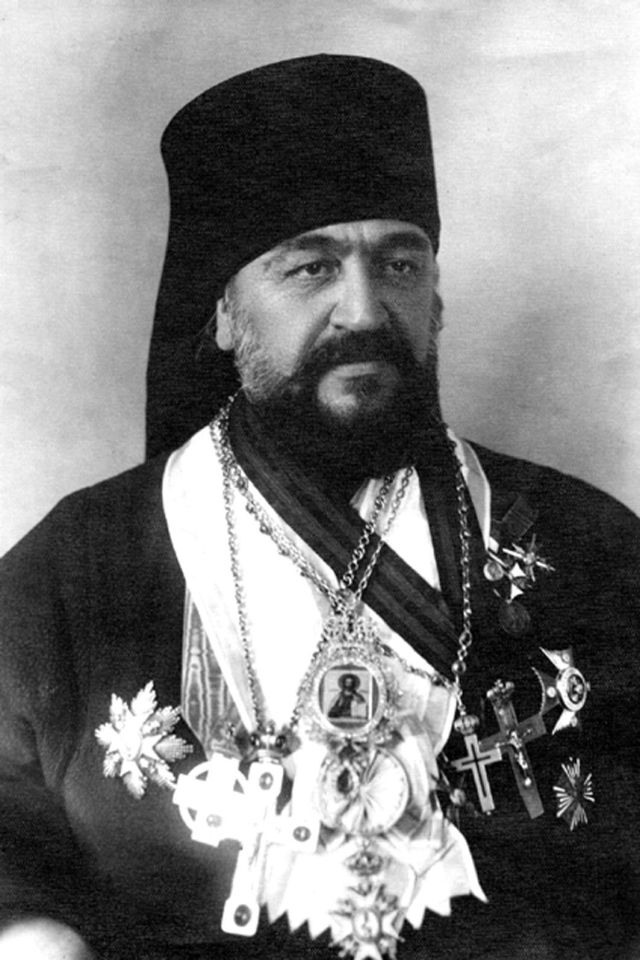
Нестор (Анісімов) 1938 року

9 листопада 1958 року на Кіровоградську кафедру був призначений митрополит Нестор (Анісімов), який керував єпархією до листопада 1962 року. Про митрополита Нестора в «Журналі Московської Патріархії» повідомляється, що він був учасником Всеросійського Собору в 1917—1918 роках і брав участь у виборах Патріарха. Митрополит Нестор до цього керував Новосибірською єпархією, однак був відправлений на спочинок нібито за станом здоров'я. Лише стараннями патріарха Алексія (Симанського) митрополиту дозволили очолити іншу кафедру — Кіровоградську. Святитель Афанасій (Сахаров) писав у листах про це призначення: «Як Ви, очевидно, знаєте, Владика Нестор зараз управляючий Кіровоградською єпархією. У перший місяць свого служіння він звершив богослужіння в 21 (!) храмі».
Спогади людей, що знали владику Нестора, доносять образ гостинного християнина, який любив убогість, богобоязного святителя, який без відпочинку працював та переймався за свою паству, твердо стоячи на Христовій ниві. У Кропивницькому, у домі архієрея, було завжди багато народу, тим більше, що в останні роки владика приймав єпархіальне духовенство в себе в домашньому кабінеті. Була в архієрейському домі й домова церква в ім'я усіх святих землі Руської. Церква була дуже маленька (кімнатка 10-12 кв. м), але до неї ще був невеликий коридор. У вівтарі міг знаходитися тільки один священик, а в самій церкві 8-10 людей. Співали всі, хто був на службі. Саме тут дуже часто митрополит вінчав людей, які з різних причин не мали змоги вінчатися в міських храмах. Церква проіснувала недовго, декілька місяців. За вимогою уповноваженого вона була демонтована. Владика дуже любив тварин, у будівлі завжди були кішки та собаки.
Митрополит Нестор приїхав до Кіровограду у самий розквіт атеїстичних переслідувань церкви. Тоді намагалися закривати храми, дискредитувати духівництво та віруючих. За можливістю владика намагався зберегти хоча б «мале стадо». І це йому дуже важко, але вдавалося. На той час, як раз, боролися з усім дореволюційним, з усім царським. А владика носив ордени, які отримав від царя, і почував себе спокійно і впевнено, хоч це і дратувало владу. Остання вимушена була рахуватися із правлячим архієреєм. На той час якось вплинути на досвідченого святителя було неможливо. Тоді, за часів Хрущова, уповноважені побоювалися міжнародного резонансу.
Владика був прикладом для віруючих. Це була людина спокійна, врівноважена, освічена, із залізною волею, цілеспрямована, з великою витримкою. Він був досить доброзичливим, життєлюбним, веселим, дуже сентиментальним та довірливим. Він міг передбачати події. Такими рисами Владики користувалися деякі люди з його оточення, й іноді ставили його в незручне положення. Полюбляв відвідувати сімейні свята. Не терпів він клікушества, ханжества та забобонів. Про те, що він — великий молитвеник, знало небагато людей, це він завжди приховував. Він дуже активно реагував на всі події як у церковному так і в світському житті. Полюбляв слухати радіо, дивитися телевізор, розгадувати кросворди. Тема патріотизму була дуже близькою митрополиту, він незмінно говорив про любов до Батьківщини не тільки у своїх публікаціях, а і в проповідях.
Саме в Кіровограді митрополит Нестор продовжував працювати над своїми спогадами, редагував та переписував. Праця була завершена в 1961 році.
Кіровоградський уповноважений Н. Кравченко відносився до митрополита дуже обережно. У характеристиці, написаній на нього у серпні 1961 року за проханням В. А. Куроєдова він писав: «З вище наведених даних видно, що Нестор (Анісімов Н. А.) пройшов велику школу в царській імперії і за переконаннями є монархістом, реакційним релігійним суб'єктом Православної Церкви. Перебуваючи управляючим Кіровоградською єпархією, веде замкнений спосіб життя. Веде активну роботу по зміцненню церкви в області. В останній час піклується про купівлю особистого особняка в м. Одесі, щоб забезпечити собі спокійну старість». За цей дім і зачепилися. Келійником (помічником, секретарем, кухарем) митрополита був тоді о. Сергій (Горошенко). Саме він займався купівлею будинку в місті Одеса і його посадили у в'язницю на 2 роки за хабар. Все це, безперечно, було великим ударом для митрополита.
Після кончини митрополита Нестора Священний синод Російської православної церкви під головування Святішого Патріарха Алексія (Симанського) на засіданні 16 листопада 1962 року вирішив перемістити на Кіровградського кафедру єпископа Чернігівського Ігнатія (Демченка).

#### 1965—1989
З 25 травня 1965 року по травень 1977 року на чолі Кіровоградсько-Миколаївської єпархії був Високопреосвященний архієпископ Боголеп (Анцух), який піклувався про довірену йому кафедру протягом 12 років. За цей час він заслужив щиру любов та повагу як кліру, так і пастви. Владика Боголеп не відмовляв нікому ні в чому. Для всіх він був відкритим, для кожного в нього знаходилося у нього добре слово, мудра порада і настанова. Він щедро ділився з усіма, хто приходив до нього, теплом свого серця, і кожен ішов від нього утішеним і умиротвореним. Через свою серйозну хворобу архієпископ Боголеп був змушений піти на спокій. Останній рік свого життя він перебував у Свято-Успенському монастирі міста Одеси.
16 травня 1978 року о 9 год. 37 хв. ранку після тривалої і тяжкої хвороби на 67 році тихо і мирно пішов у вічність архієпископ Боголеп. У зв'язку із тим, що Високопреосвященний Сергій, митрополит Одеський і Херсонський перебував у закордонному відрядженні, Святіший Патріарх Пимен (Ізвєков) благословив здійснити відспівування спочилого архіпастиря Преосвященному Севастіану (Пилипчуку), єпископу Кіровоградському і Миколаївському, який вечором того ж дня звершив заупокійну литію. 18 травня о 8 годині ранку почалася Божественна заупокійна літургія, яку здійснив Преосвященний єпископ Севастіан у спів служінні кліриків Кіровоградської єпархії, монастирського і семінарського духовенства. Після здійсненого чину поховання труна з тілом архієпископа Боголепа була опущена в могилу на монастирському братському кладовищі, розташованому в обителі неподалік від Успенського храму.
З 25 жовтня 1977 року до 1 жовтня 1989 року Кіровоградсько-Миколаївську єпархію очолював преосвященніший єпископ Севастіан (Пилипчук). Єпископ Севастіан народився в Тернопільській області. Він подвизався в Почаївській лаврі, де згодом, будучи вже її намісником, захистив її від атеїстичної влади. Велика його заслуга — реставрація і ремонт Почаївської лаври, про що свідчить пам'ятна дошка, яка розташована у храмі на честь Похвали Пресвятої Богородиці на території Лаври. Постановою Святішого Патріарха Пимена (Ізвєкова) і Священного синоду Російської православної церкви від 6 жовтня 1977 року архімандриту Севастіану ухвалено бути єпископом Кіровоградським і Миколаївським. Хіротонія якого відбулася у Володимирському кафедральному соборі міста Києва 16 жовтня 1977 року.
Під керівництвом Преосвященнішого Севастіана був реставрований Кіровоградський кафедральний собор на честь Різдва Пресвятої Богородиці, а також багато храмів у парафіях єпархії. Владику Севастіана знали як ревного служителя Церкви Христової, палкого і невтомного молитвеника, доброго духовного наставника і старця, великого захисника православної віри. Ще за життя владика молитовно зціляв хворих. Чимало людей переконувалися у його дарі прозорливості. Справжній людинолюб, він приділяв людям, які приходили до нього за допомогою і порадою, майже увесь свій час. З лютого 1992 року, будучи на спочинку в місті Умань Черкаської області, після нетривалої хвороби, на 78 році життя Преосвященний єпископ Севастіан мирно відійшов до Господа. Похований за вівтарною стіною скитської Свято-Духової церкви Почаївської лаври, поряд зі своїм першим наставником єпископом Панкратієм.

#### 1989—1990

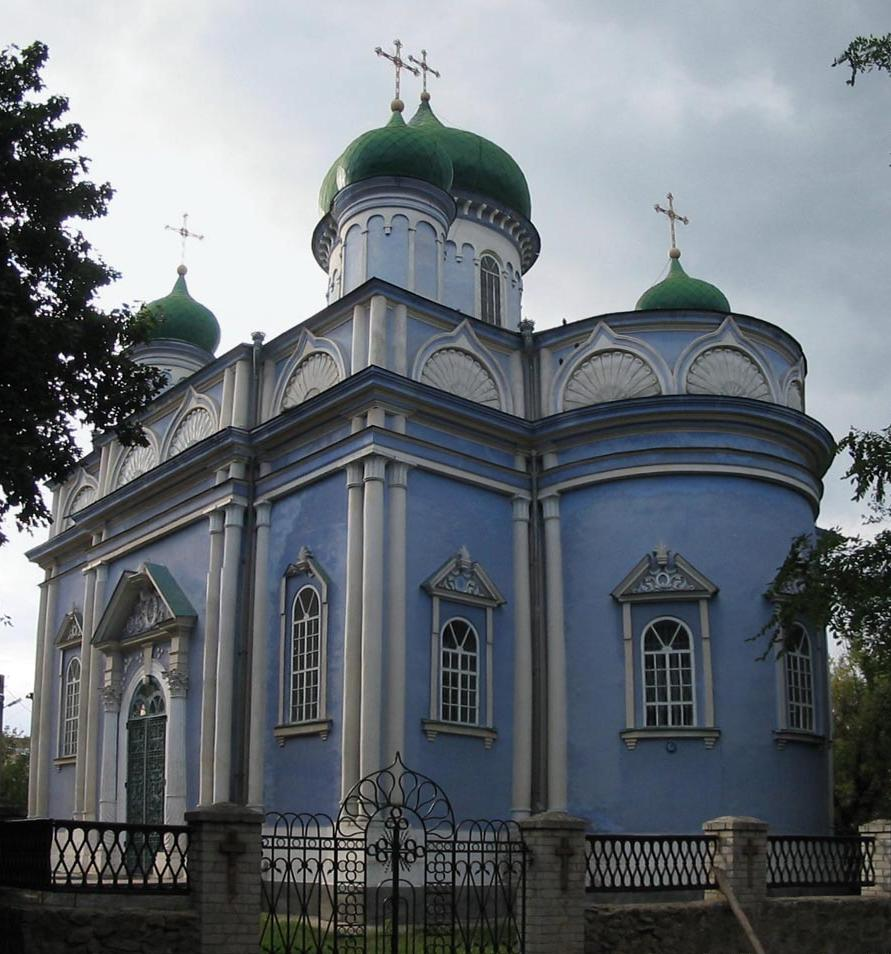
Покровський храм у Кропивницькому, сучасний вигляд.

З 1 жовтня 1989 року Кіровоградську кафедру очолював Високопреосвященний архієпископ Василій (Васильцев). Владика Василій плідно трудився на славу Божу, і де б не служив, залишав про себе добру славу. Ще в Саратові він створив хор, слухати який спеціально приходило в Духосошественський собор на великі свята чимало саратовської інтелігенції. У репертуар хору владика вводив піснеспіви і сучасних церковних композиторів. Та найбільше розкрилися його організаторські і проповідницькі здібності у Кіровоградсько-Миколаївській єпархії, якою він керував 9 років. Діяти, особливо у перші роки, доводилося досить рішуче. Відновлення повернутих Церкві зруйнованих храмів, організація нових парафій, виховання кліру і підготовка кандидатів на рукопокладання — все це входило в коло постійних турбот архіпастиря. Особливим предметом архієрейської турботи були церковні хори єпархії. Він цікавився передусім підготовкою регентів, часто проводив репетиції хорів у парафіяльних храмах. Щотижня владика відвідував яку-небудь парафію, нерідко досить віддалену. П'ять днів на тиждень Владика приймав відвідувачів в єпархіальному управлінні, допізна залишаючись на своєму робочому місці. Кожен, хто бажав, міг обговорити з архієреєм проблеми, що його хвилювали. Владика Василій брав активну участь в громадському житті області. Він був депутатом обласної ради, часто відвідував навчальні заклади, дитячі будинки, бував всюди, де потрібна біла його допомога.
27 жовтня 1990 року Український екзархат був реорганізований в Українську православну церкву (Московського патріархату), у складі якого й опинилася відтоді Кіровоградська єпархія. Єпископ Василій очолював її до 1998 року.

## Ієрархія

### Єлизаветградський / Зинов'євський / Кіровоградський вікаріат
- Священномученик Антоній (Панкеєв), єпископ Єлизаветградський, вікарій Херсонської єпархії (1922)
- Священномученик Онуфрій (Гагалюк), єпископ Єлизаветградський, вікарій Херсонської єпархії (22 січня 1923—1924)
- Кирил (Квашенко), архієпископ Єлизаветградський, вікарій Херсонської єпархії (1927 — ?)
- Священномученик Порфирій (Гулевич), єпископ Зинов'євський, вікарій Одеської єпархії (18 вересня 1930 — 11 вересня 1931)
- Сергій (Ларін), єпископ Кіровоградський, вікарій Одеської єпархії (вересень 1944 — травень 1946)[12]

### Кіровоградська єпархія
Михаїл (Мельник), єпископ Дрогобицький і Самбірський (1947)
1. Михаїл (Рубинський), єпископ Кіровоградський і Чигиринський (січень 1947 — січень 1948)
2. Феодосій (Ковернинський), єпископ Кіровоградський і Миколаївський (січень 1948 — 21 жовтня 1949)
3. Євстратій (Подільський), єпископ Кіровоградський і Миколаївський (21 жовтня 1949 — 21 грудня 1951)[14]
4. Іларіон (Прохоров), єпископ Кіровоградський і Миколаївський (21 грудня 1951 — 16 листопада 1953)
5. Іннокентій (Леоферов), єпископ Кіровоградський і Миколаївський (16 листопада 1953 — 9 грудня 1958)
6. Нестор (Анісімов), митрополит Кіровоградський і Миколаївський (9 грудня 1958 — листопад 1962)
7. Ігнатій (Демченко), єпископ Кіровоградський і Миколаївський (листопад 1962 — 25 травня 1965)
8. Боголеп (Анцух), архієпископ Кіровоградський і Миколаївський (25 травня 1965 — травень 1977)
9. Севастіан (Пилипчук), єпископ Кіровоградський і Миколаївський (25 жовтня 1977 — 1 жовтня 1989)
10. Василій (Васильцев), архієпископ Кіровоградський і Миколаївський (1 жовтня 1989—1991) — з 1991 у складі УПЦ МП

### Сайти
- Єпископ Кіровоградський і Олександрійський Пантелеймон: «Протягом усієї історії Кіровограда (Єлисаветграда) його жителі відчували благодатний вплив Православ'я» (інтерв'ю) [Архівовано 27 листопада 2010 у Wayback Machine.]
- Історія Кіровоградської єпархії
- Історія Кіровоградської єпархії на офіційному сайті УПЦ (2007)
- КИРОВОГРАДСКАЯ ЕПАРХИЯ [Архівовано 11 липня 2020 у Wayback Machine.] // Древо : открытая православная энциклопедия.